# Пасіон (трапезит)
Пасіон (дав.-гр. Πασίων) — афінський підприємець V—IV ст. до н. е.
За походженням — фінікієць. Відомо, що до Афін він потрапив як раб, але обставини його поневолення невідомі. Належав відомим афінським трапезитам Антисфену та Архестрату, які, вочевидь, і звернули увагу на фінансові здібності Пасіона. Зрештою Архестрат звільнив його з рабства, а в 395 р. до н. е. передав (або ж продав) Пасіону свою справу.
В том році Пасіон одружився з Архіппою, яка народила від нього двох синів — Аполлодора та Пасікла.
Як трапезит Пасіон надавав грошові позики відомим афінським політикам, зокрема Тимофію — при цьому від останнього він навіть не вимагав сплати відсотків. В близьких стосунках з банкіром знаходилися також Агіррій, Каллістрат, Демосфен Старший — батько відомого оратора.
Пасіон володів також майстернею щитів — відомо, що одного разу пожертвував одразу тисячу щитів афінській громаді.
У 376 р. до н. е. за спеціальною постановою народних зборів Пасіон отримав афінське громадянство. Після цього він перебрався з Пірею до власного будинку, збудованого ним в Ахарнах.
Помер у 371 р. до н. е.
Сини Пасіона не хотіли бути фінансистами і жили переважно на відсотки з батьківського капіталу. Банк — за заповітом померлого — успадкував його вільновідпущеник Форміон. Форміон також одружився з дружиною Пасіона Архіппою.
Майстерня щитів дісталася сину Пасіона Аполлодору.